# Gare de Tanggula
La gare de Tanggula (chinois : 唐古拉站 ; pinyin : tánggǔlā zhàn) est une gare ferroviaire non desservie, située dans le xian d'Amdo, préfecture de Nagchu, au Nord de la région autonome du Tibet, en République populaire de Chine.
De par son altitude de 5 068 mètres au-dessus du niveau de la mer, elle est la plus haute gare ferroviaire du monde,,.

## Situation ferroviaire
La gare de Tanggula se situe sur la ligne Qing-Zang, à moins d'un kilomètre du plus haut point de cette ligne, le col de Tanggula de la ligne de chemin de fer.
La gare, couvrant une superficie de 77 002 m2, comporte trois voies et deux quais, le principal de 1 250 mètres de long et un deuxième plus court. La situation du site a été soigneusement choisie pour la vue qu'il offre depuis les quais.

## Histoire
La gare — alors sans personnel — a été inaugurée le 1er juillet 2006. Le bâtiment s'étend sur 400 mètres carrés. Sa façade est en forme du caractère chinois ren (homme) ou d'aigle volant. Les murs extérieurs sont blanc et rouge foncé, couleurs traditionnelles de l'architecture tibétaine. Le nom de la gare y est écrit en chinois, en tibétain, et dans sa transcription en caractères latins.

## Service des voyageurs
La gare de Tanggula n'est pas desservie, et n'est pas ouverte aux transports de passagers : si des trains marquent un arrêt dans la gare, il n'est toutefois pas possible d'y monter ou d'y descendre.

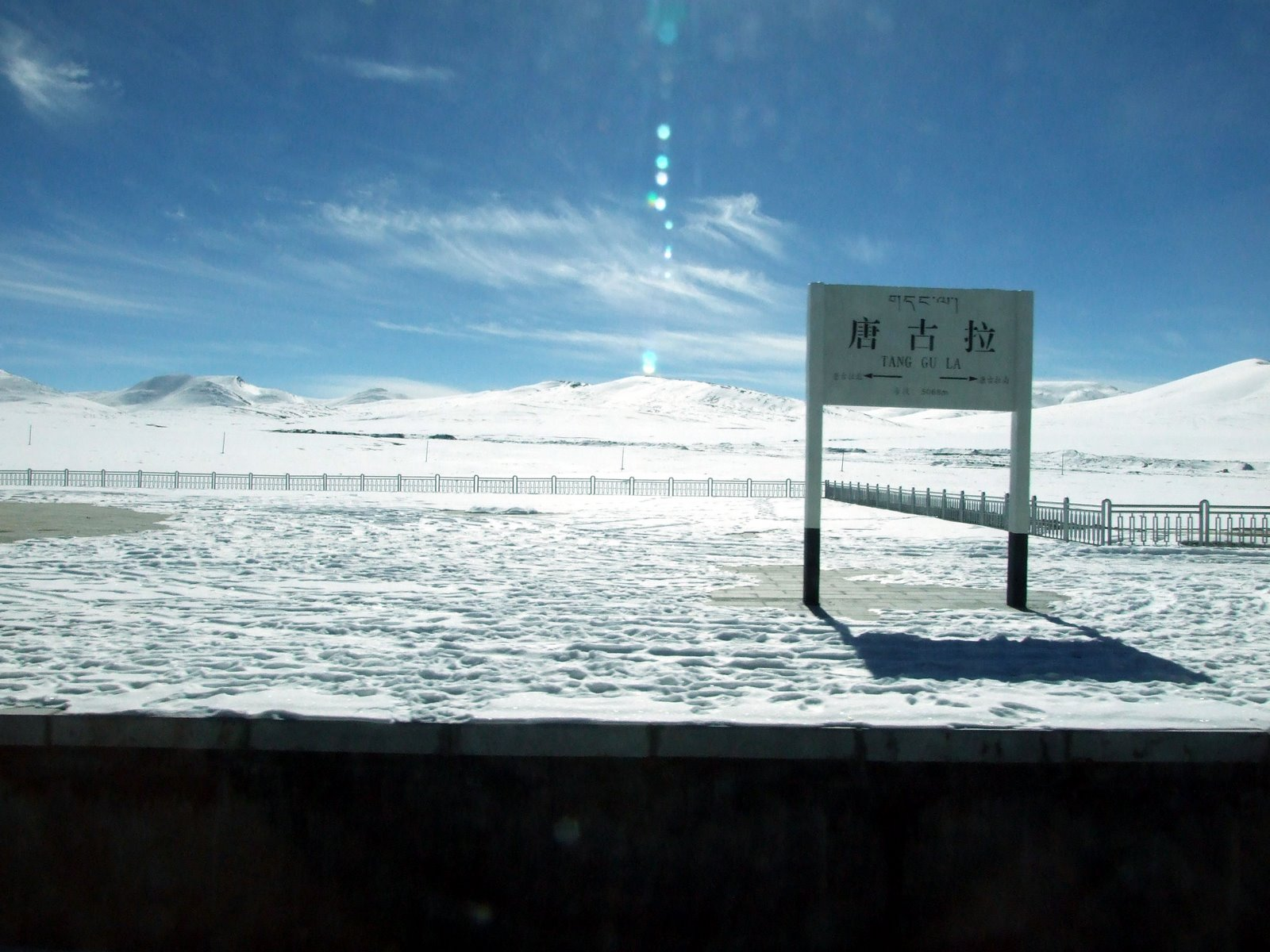
Panneau de la gare de Tanggula sous la neige
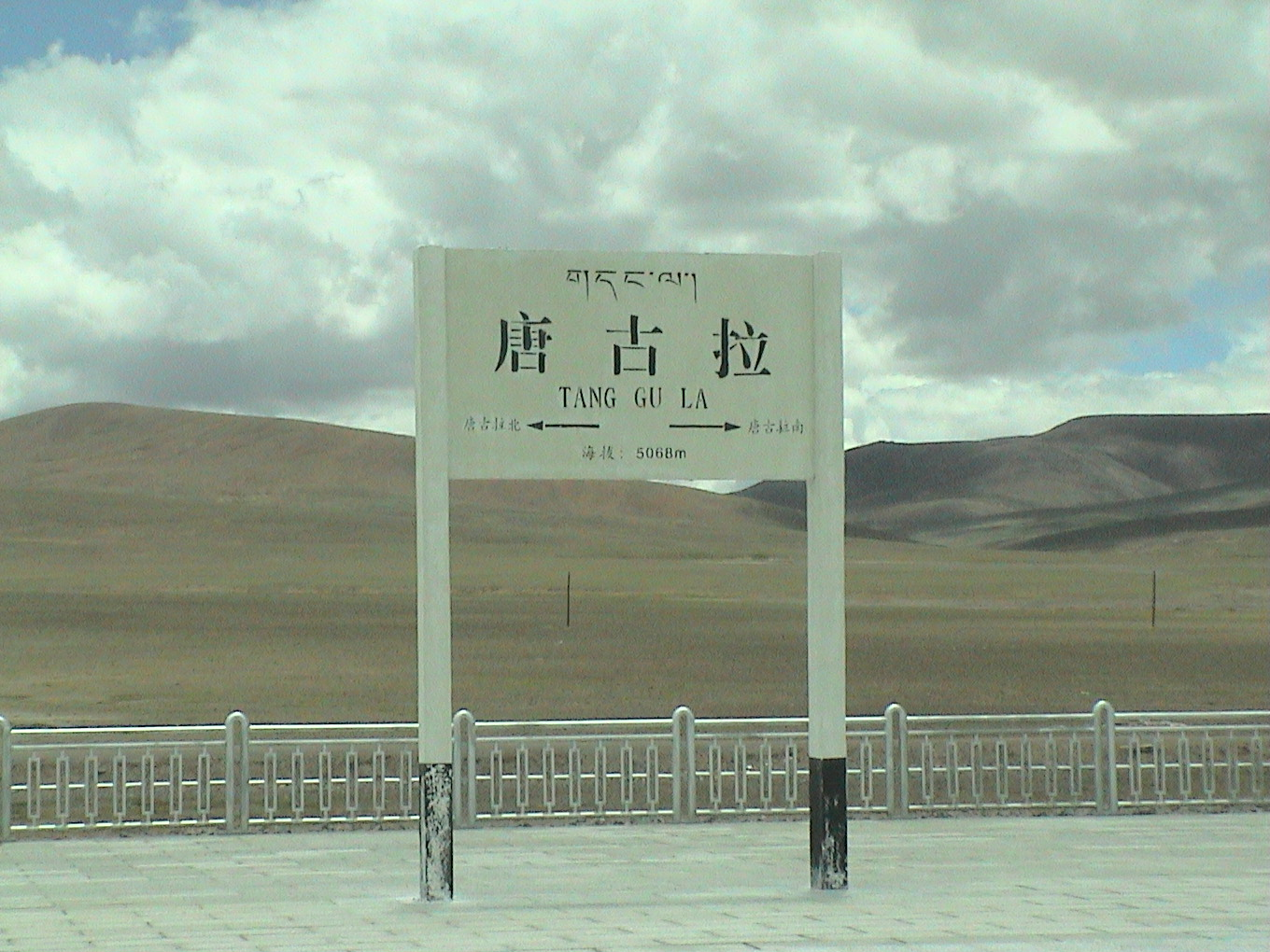
Le même panneau en été
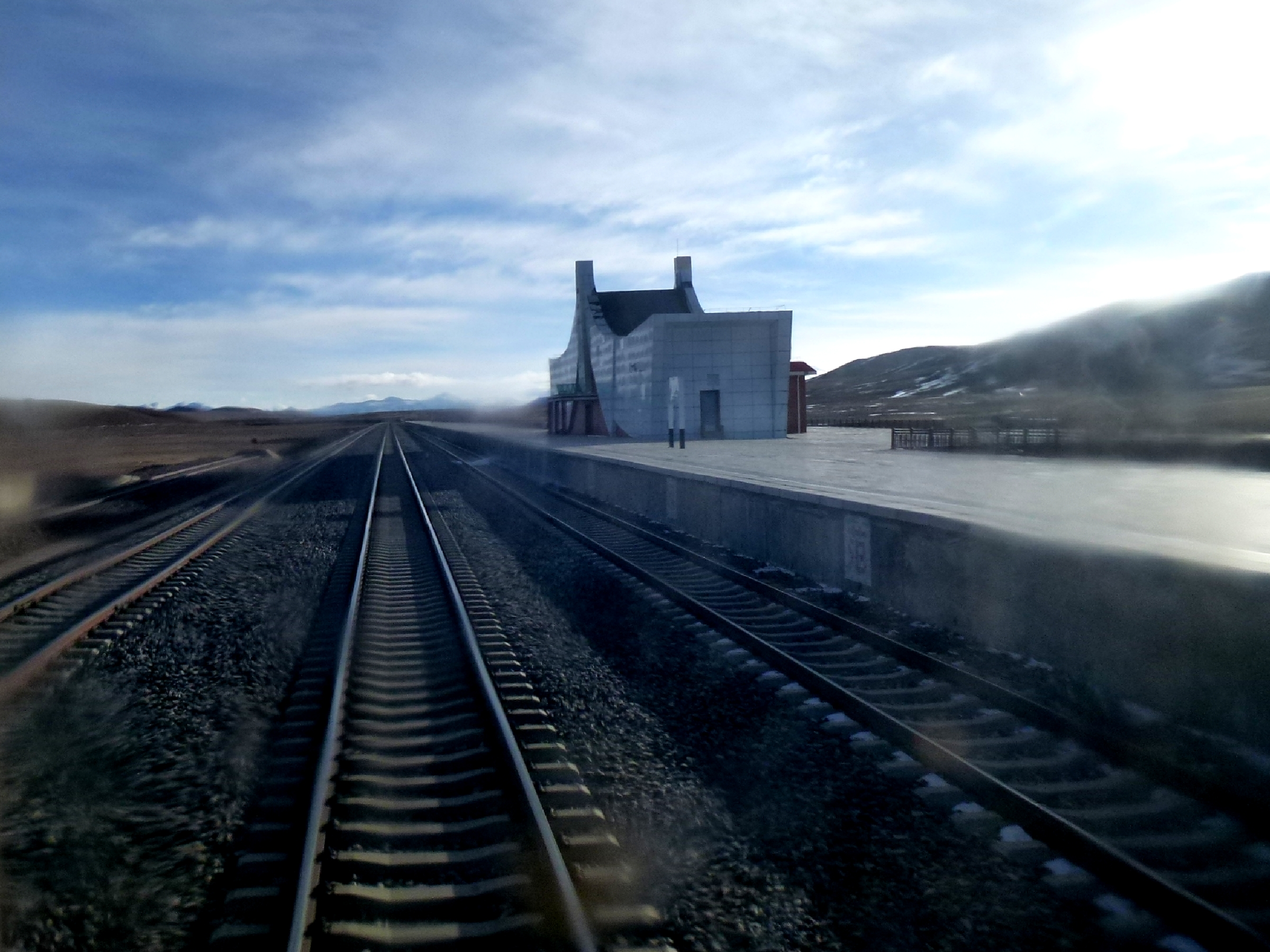
vue d'ensemble des quais